# Кехайова къща (Солун)
Кехайовата къща (на гръцки: Οικία Κεχαγιά, Βίλα Κεχαγιά) е историческа постройка в град Солун, Гърция.

## Местоположение
Сградата е разположена на улица „Калига“ № 13 в района на историческия южен квартал Пиргите.

## История
Сградата е построена в 1900 година. Архитект вероятно е Фредерик Шарно. Къщата е частично изоставена, а една част от нея е обитавана. В 2018 година изгаря почти напълно.

## Архитектура
В архитектурно отношение красивата сграда типичен пример за еклектика от началото на XX век. Представя забележителна организация на отделните елементи на фасадата - извивка, врати, малки балкони, дървени рамки - и интересен план на етажа и е забележителен пример за архитектурната тенденция, която използва елементи от народната архитектура на Централна Европа. Представлява двуетажна сграда с полусутерен, състоящ се от две къщи близнаци със симетричен план. Фасадата е широка, като крайните елементи са леко изпъкнали. Използвани са морфологични елементи от класицизма и ренесанса. Отворите имат сводести или ниско сводести рамки, с декоративен ключ. Покривът завършва в дървен корниз във формата на П с интересна перфорирана декорация и декоративни греди, в имитация на средноевропейски народни строителни елементи. Геометричен фриз заобикаля сградата. Балконите са интересни, с характерни железни парапети.